# Pierre-Didier Jollien
Pierre-Didier Jollien (ur. 15 grudnia 1963) – szwajcarski zapaśnik walczący w stylu wolnym. Olimpijczyk z Seulu 1988, gdzie odpadł w eliminacjach w kategorii 82 kg. Zajął ósme miejsce w mistrzostwach Europy w 1988 roku. Zdobył dwa tytuły mistrza Szwajcarii.
- Turniej w Seulu 1988

Przegrał z Czechosłowakiem Jozefem Lohyňą i Kanadyjczykiem Chrisem Rinke.